# 石蟆清源宮
石蟆清源宮位於重慶市江津區石蟆鎮二石公路石蟆場鎮入口往北60米，文物遺址年代為清代，2009年12月15日列為第二批重慶市文物保護單位。